# Louis Ramond de Carbonnières
Louis François Élisabeth Ramond, baron de Carbonnières, född 4 januari 1755 i Strasbourg i Frankrike, död 14 maj 1827 i Paris, var en fransk politiker, geolog och botaniker. Han anses vara en av de första utforskarna av bergskedjan Pyrenéerna, och beskrivs som en pyrénéiste. Han är begravd på Montmartrekyrkogården i Paris.
Auktorsnamnet Ramond kan användas för Louis Ramond de Carbonnières i samband med ett vetenskapligt namn inom botaniken; se Wikipediaartiklar som länkar till auktorsnamnet.

## Utmärkelser
- Kommendör av Hederslegionen

[Redigera Wikidata]